# Marko Lelov
Marko Lelov (* 21. November 1973 in Pärnu, ehemalige Estnische SSR, Sowjetunion) ist ein ehemaliger estnischer Fußballspieler auf der Position des Mittelfeldspielers und heutiger Fußballtrainer.

## Karriere

### Vereinskarriere
Marko Lelov begann seine Profikarriere als Fußballer bei Pärnu Kala, bevor er 1992 zu JK Pärnu Tervis in die zweite estnische Liga wechselte. Mit dieser Mannschaft schaffte er nach Abschluss der Saison 1992/93 den Aufstieg in die erste Liga. Nachdem er 1994 den Verein verlassen hatte, verbrachte er ein Jahr bei FC Flora Tallinn, bevor er 1996 wieder zu JK Pärnu Tervis zurückkehrte. 1997 wechselte Lelov innerhalb der ersten Liga zu JK Tulevik Viljandi. Hier spielte er bis 2003. 1997 wurde Lelov für ein knappes Jahr nach Schweden zum Nyköpings BIS in die dritte Liga. Im Jahr darauf wurde Lelov innerhalb Schwedens zum Vimmerby IF in die vierte Liga verliehen. 1999 kehrte Lelov zu Tulevik Viljandi zurück. Die Saison 1999 schloss Tulevik Viljandi mit Lelov auf dem zweiten Tabellenplatz ab, was zur Teilnahme an der Europa League berechtigte. Hier spielte Tulevik Viljandi in der ersten Runde gegen den FK Napredak Kruševac, schied jedoch nach einem 1:5 im Hinspiel und einem 1:1 im Rückspiel aus. Nachdem Lelov sechs Jahre für Tulevik Viljandi gespielt hatte, wechselte er im Jahre 2004 zum FC Haiba. Hier blieb er noch für eine Saison, bevor Lelov 2005 seine aktive Spielerkarriere beendete.

### Nationalmannschaft
Für die Nationalmannschaft Estlands kam Lelov in den Jahren 1994 und 1995 zu drei Einsätzen. Sein Debüt gab er am 29. Juli 1994 im Baltic Cup 1994.

### Trainerkarriere
Von Januar bis Dezember 2009 trainierte Lelov JK Tulevik Viljandi, für die er selbst sechs Jahre lang gespielt hatte. Von Oktober 2012 bis Dezember 2013 trainierte er den FC Flora Tallinn, wo er ebenfalls in seiner Karriere bereits gespielt hatte. Im Dezember 2014 übernahm Lelov schließlich den Posten des Trainers bei Pärnu Linnameeskond, einem estnischen Erstligisten aus seiner Heimatstadt, wo er bis Dezember 2015 blieb. Aktuell steht Lelov bei keiner Mannschaft als Trainer unter Vertrag.